# Sidney Hook
Sidney Hook (Nova Iorque, 20 de dezembro de 1902 — Stanford (Califórnia), 12 de julho de 1989) foi um filósofo estadunidense.
Hook provém de uma família de judeus da Áustria, que na década de 1880 emigraram para os Estados Unidos. Nascido em Manhattan, a partir dos três anos de idade morou  em Williamsburg, Brooklyn, onde frequentou a Boy's High School. Estudou depois na Universidade Columbia, onde foi aluno de John Dewey.
Em  1926, tornou-se professor de filosofia na Universidade de Nova York e foi chefe do Departamento de Filosofia, de 1948 a 1969. Aposentou-se na Universidade em 1972.
Entre  1931 e 1936 lecionava também  na New School for Social Research.
Hook foi um dos principais intelectuais antiestalinistas dos Estados Unidos, durante a Guerra Fria.

## Obras selecionadas
- The Metaphysics of Pragmatism, Chicago 1929
- John Dewey: An Intellectual Portrait, New York 1939
- Der Held in der Geschichte, Nürnberg: Nest-Verl., 1951
- Marx and the marxists, Princeton: van Nostrand, 1955
- From Hegel to Marx, Ann Arbor: University of Michigan Press, 1962
- Paradoxes of Freedom, Berkeley 1962.